# Ruslan Chagayev
Ruslan Chagayev (Andizsan, Üzbég SZSZK 1978. október 19. –) tatár nemzetiségű nehézsúlyú profi ökölvívó. Jelenleg a WBA nehézsúlyú bajnoka. Hamburgban, Németországban él.

## Amatőr múltja
1997-ben, mindössze 19 évesen, lett aranyérmes a budapesti amatőr ökölvívó-világbajnokságon. A nehézsúlyú döntőben a kubai legendát, Félix Savónt győzte le. Később Chagayevet megfosztották címétől, két az Egyesült Államokban profi szabályok szerint vívott bemutató mérkőzése miatt, így Savón lett a világbajnok. 2001-ben Belfastban, immár szupernehézsúlyban, szerzett világbajnoki címét.

## Profi karrierje
27 mérkőzéséből 25-öt nyert meg (ebből 17-et idő előtt), egyet vesztett el és 1 végződött döntetlennel . 2007. április 14-én lett a WBA világbajnoka, amikor legyőzte az orosz Nyikolaj Valujevet. 2009. június 20-án gelsenkircheni Schalke 04 focicsapat stadionjában, több mint 60 ezer néző előtt vesztette el veretlenségét az ukrán világbajnok Vlagyimir Klicskóval szemben.